# Raninagar
Raninagar è un sottodistretto (upazila) del Bangladesh situato nel distretto di Naogaon, divisione di Rajshahi. Si estende su una superficie di 258,33 km² e conta una popolazione di 184.778  abitanti (censimento 2011).